# Deutsche Christen
Deutsche Christen var en protestantisk kyrkorörelse som utvecklades under Weimarrepubliken och krävde en "germanisering" av kristendomen. Den nedvärderade Gamla Testamentet och tillät inga "icke-arier" som medlemmar.
Till dess teologi hörde omtolkningen av Jesus som en arier, frånkännandet av Paulus auktoritet, erkännande av nazismens euthanasiprogram och 1933 antagandet av den så kallade arierparagrafen som frånkände andra än "arier" rätten att verka i kyrkan. Mot den traditionella uppfattningen om kristen försoning, ställdes de nazistiska idéerna om kampens nödvändighet. Vidare förklarade Deutsche Christen de kristna trosbekännelserna vara föråldrade. De erkände sig till den så kallade positiva kristendomen, i anslutning till Nationalsocialistiska partiprogrammets punkt 24.
1933 stödde anhängarna nazisternas maktövertagande, vilket innebar en massanslutning till rörelsen. Ur Deutsche Christen uppstod Tyska rikskyrkan, som lydde direkt under naziregimen och vilken hade en egen "riksbiskop", Ludwig Müller (1883-1945).
I opposition mot Deutsche Christen bildades Bekännelsekyrkan.

## Bilder

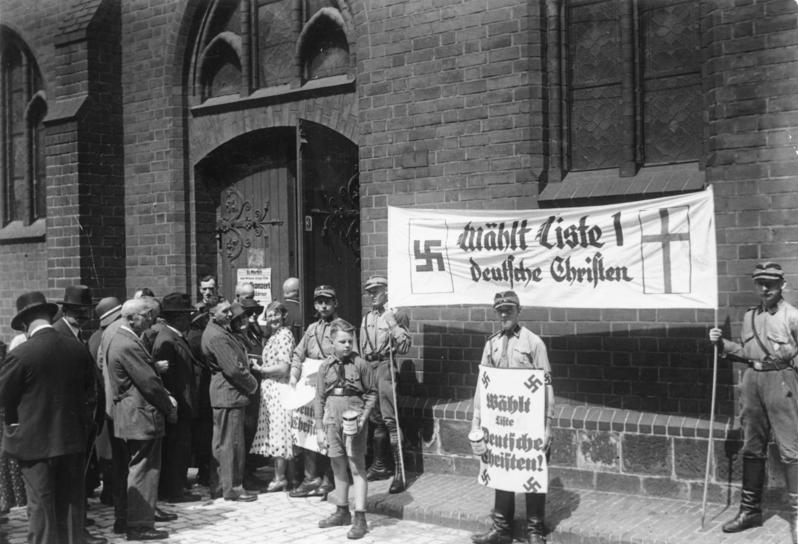
Kyrkorådsval 23 juli 1933: Valpropaganda med stöd från SA utanför St.-Marien-Kirche am Neuen Markt i Berlin